# Basilica di Nostra Signora della Misericordia (Barcellona)
La basilica di Nostra Signora della Misericordia è un luogo di culto cattolico di Barcellona, situata nel Barri Gòtic, nel distretto di Ciutat Vella.
La Basilica è dedicata alla Madonna della Mercede, santa patrona di Barcellona ed è una delle chiese più rappresentative della città.

## Storia
L'Ordine di Santa Maria della Mercede fu fondato a Barcellona nel 1218, per iniziativa di Pietro Nolasco e Raimondo di Peñafort, con il supporto di Giacomo I d'Aragona, inizialmente come confraternita che si prese cura dell'Ospedale di Santa Eulalia, mentre nel 1235, fu approvato come ordine religioso, questo grazie all'intercessione dell'Arcivescovo di Barcellona, Berenguer de Palou II, con Papa Gregorio IX.
Nel 1232 Pietro Nolasco acquistò delle terre in precedenza appartenute a Giacomo I d'Aragona, tra la città vecchia e il mare ove Raimondo di Peñafort vi costruì un ospedale. Tra il 1249 e il 1267 vi costruirono un luogo di culto dedicato alla Vergine Maria, precursore dell'attuale basilica.
Nei secoli a Barcellona aumentò la devozione verso la Madonna della Mercede, cosicché la comunità di devoti decise di costruire un tempio sui resti della precedente chiesa, affidando i lavori all'architetto José Mas Dordal, lavori che incominciarono nel 1765.
Nel 1918, Papa Benedetto XV gli concede il titolo di basilica minore.

## Architettura
La chiesa è caratterizzata da una pianta a croce latina, con quattro cappelle su entrambi i lati, con una cupola all'incrocio tra la navata e il transetto.
Il portale d'ingresso principale è fiancheggiato da due colonne in stile corinzio che sorreggono un cornicione, sopra il quale vi è posto un frontone semicircolare.
L'altare maggiore, costruito nel 1794, è stato progettato dall'architetto valenciano Vincent Marro.